# Randomizace
Randomizace či znáhodnění je proces, který tvoří něco náhodného. V různých případech to zahrnuje, například:
- generování náhodných permutací posloupnosti (např.: míchání karet);
- výběr náhodného vzorku populace;
- rozdělení experimentálních jednotek přes náhodné přiřazení k ošetření nebo kontrole stavu;
- generování náhodných čísel (viz generátor náhodných čísel); nebo
- transformace datového proudu (například při použití kodéru v telekomunikacích).

Randomizace není chaotická. Právě naopak, náhodný proces je posloupnost náhodných veličin, jejichž výsledky nebudou následovat deterministický model, ale vývoj popsáný pomocí pravděpodobnosti. Např.: Náhodný výběr jedinců z populace, kde každý člověk má stejnou pravděpodobnost, že bude vybrán. To by bylo v kontrastu s nepravděpodobným vzorkováním, kde jsou vybíráni arbitrární jedinci.

## Použití
Randomizace se používá ve statistice, v hazardních hrách a v informatice.

### Statistiky
Randomizace je základní princip statistické teorie, jejíž význam byl zdůrazněn Charles S. Peircem. Randomizačně založené závěry jsou důležité zejména v experimentálních designech.

#### Randomizované experimenty
Ve statistické teorii navrhování experimentů, randomizace zahrnuje náhodně rozdělení experimentálních jednotek napříč skupinami. Například, pokud experiment porovnává nový lék proti standardní lék, pak by pacienti měli být přiděleny buď nový lék nebo standardní kontrolu léčiv pomocí randomizace. Randomizace snižuje chybnou vyrovnání tzv. faktorů (nezávislých proměnných), které nebyly zohledněny v návrhu experimentu.

#### Převzorkování
Některé důležité metody statistické inference používají převzorkování z pozorovaných údajů. Více alternativních verzí datasetu, které by „mohly být pozorovány“ jsou vytvářeny randomizací původního datasetu, který pozorován jako jediný.

### Hazard
Randomizace je používána v oblasti hazardních her. Špatná randomizace může dát zkušenému hráči značnou výhodu, proto byla velká část výzkumu vložena do efektivní randomizace. Klasickým příkladem randomizace je míchání karet.

### Informatika
V informatice je randomizace používaná kvůli bezpečnosti. Nejvíce bezpečná technika je výběr čísel z fyzikálních jevů, které se nedají předpovídat (snímání šumu, fotky nebe). Konkrétně se zde bavíme o generátorech náhodných a pseudonáhodných čísel. Tyto komponenty v sobě obsahují určitou funkci, která vybere ze zdroje dané informace a pomocí funkce je pozmění (viz šifrování).

## Techniky
I když historické (manuální) randomizační techniky (míchání karet, tahání útržků papíru ze sáčku, ruleta) byly běžné, dnes se používají mnohem častěji automatizované techniky. Výběrem náhodných vzorků a náhodných permutací může být jednoduše sníženo losování náhodných čísel. Dnes se nejčastěji používají generátory náhodných čísel, a to jako hardwarový generátor náhodných čísel nebo generátor pseudonáhodných čísel.
Nealgoritmické metody zahrnují:
- Házení kostkou
- Házení mincí
- Tahání sirek
- Míchání karet
- Ruleta
- Tahání kousků papíru nebo kuliček ze sáčku
- „Forbesy“
- Pozorování atomových vad pomocí radiačního čítače